# Can Ninetes
Can Ninetes és una masia del barri de Santa Eugènia de Ter, a la ciutat de Girona, inclosa a l'Inventari del Patrimoni Arquitectònic de Catalunya. S'hi ha establert el Centre cívic Santa Eugènia.

## Edifici
La masia és de planta quadrada i a l'extrem sud-oest hi ha adossada una torre de defensa, tot d'obra de maçoneria i cadenat de carreus a les cantonades. Es conserven diversos finestrals de llinda plana, alguns d'ells amb guardapols i decorats. El portal d'accés és d'arc de mig punt i adovellat i en destaca la figureta de Santa Eugènia en la clau de l'arc. Només a la façana principal es conserva una espitllera. L'edifici ha estat objecte d'una important rehabilitació en la primera dècada del segle xxi.

## Història
El mas està documentat des del segle xv, conegut com a Mas Ferrer o Mas del Marquès de Camps, qui n'era el propietari. La finestra del primer pis porta la data de 1571 i la del pis superior hi ha inscrit en llatí «1572 Ioan Ferer Me Fecit».
La casa es va anar remodelant al llarg dels segles. A començament del segle xx hi vivien tres famílies en espais diferents separats, i hi havia lloc per al bestiar. La primera de les tres llars era Can Abres, dita així segons la llegenda, per què és on es va hostatjar un General que es deia Álbarez, nom que el poble no sabia pronunciar. La porta principal és la d'aquesta llar. També hi havia Can Dositeu i finalment Can Ninetes, dita així per què un dels Perpinyà que l'habità al segle xix només va tenir filles, hi va continuar el llinatge dels Bosch. El nom de «les Ninetes» es va acabar estenent a tota la casa.
Al segle xxi el mas va ser del tot remodelat i es va transformar en el Centre Cívic Santa Eugènia. Pràcticament només se n'ha conservat la façana i la torre del costat. N'ha desaparegut el pou de davant i les cases del voltant, i així va esdevenir l'únic edifici antic de la zona. Les diferents cases s'han unit i han fet de la masia en un espai únic. Ha esdevingut seu de les associacions: Amicale Cisfrance Girona, Associació cultural La Bombeta, Associació de veïns de Can Gibert del Pla, Associació de veïns de Santa Eugènia de Ter, Associació Medina Gounasse, Casal Infantil i Juvenil de Santa Eugènia, Club d'escacs Santa Eugènia, Emocions Anònimes, Grup de Lesbianes de Girona (GLG), Centre Cívic Santa Eugènia, Mou-te en Bici, Renéixer Girona i Unión Andina.